# Arne Sandemo

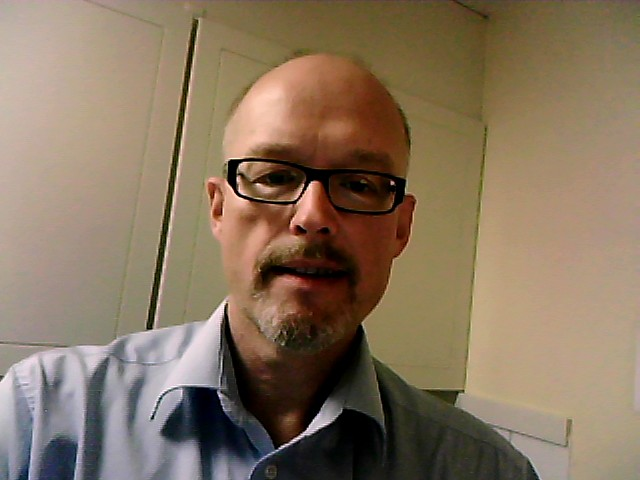
Arne Sandemo (2013)

Arne Sandemo, född 16 juni 1958 i Tåsjö församling, Ångermanland, är en svensk kommunikationskonsult och moderat politiker.
Han var 2001–2010 landstingsråd i Uppsala läns landsting och under åren 2007–2010 även ordförande i Regionförbundet i Uppsala län.
Sandemo, som var landsman av Norrlands nation, läste juridik vid Uppsala universitet, och var aktiv i Föreningen Heimdal där han två år i rad var föreningens vice ordförande. Han var under en period ledare för kårpartiet Fria Studenter och var vice ordförande för Uppsala studentkår 1984. 1989–1999 arbetade han som politisk sekreterare för moderaterna i landstingsfullmäktige. Från 2011 har han varit verksam som kommunikationskonsult och är även ledamot i Kulturnämnden i Uppsala kommun.